# Mitropolia
Mitropolia – wieś w Rumunii, w okręgu Buzău, w gminie Brădeanu. W 2011 roku liczyła 480 mieszkańców.